# عمالیق
عمالقه، عمالیق، بنو عِملیق یا بنوعملاق (عبری: עֲמָלֵק)، نام قومی در تورات است که از فرزندان عیسو بودند. هیچ اثر تاریخی مشخصی در مورد عمالیق موجود نیست و اطلاعات در مورد این قوم تنها از کتاب مقدس نشات گرفته‌است.
بر اساس کتاب پیدایش (اولین کتاب تورات) و کتب تواریخ عمالیق نام پسر الیفاز و کنیزش تیمنا بود. عمالیق در نسل عیسو نیز ذکر می‌شود. در ادامه تورات عمالیق به عنوان یک قوم و اولین قومی که به دشمنی با اسرائیل برخاست ذکر می‌شود. یوسفوس فلاویوس عمالیق را قومی حرامزاده می‌داند.
در کتاب مقدس عمالیق گروهی از عشایر هستند که در سرزمین اسرائیل زندگی می‌کنند. آن‌ها معمولاً از فرزندان عیسو در نظر گرفته می‌شوند.

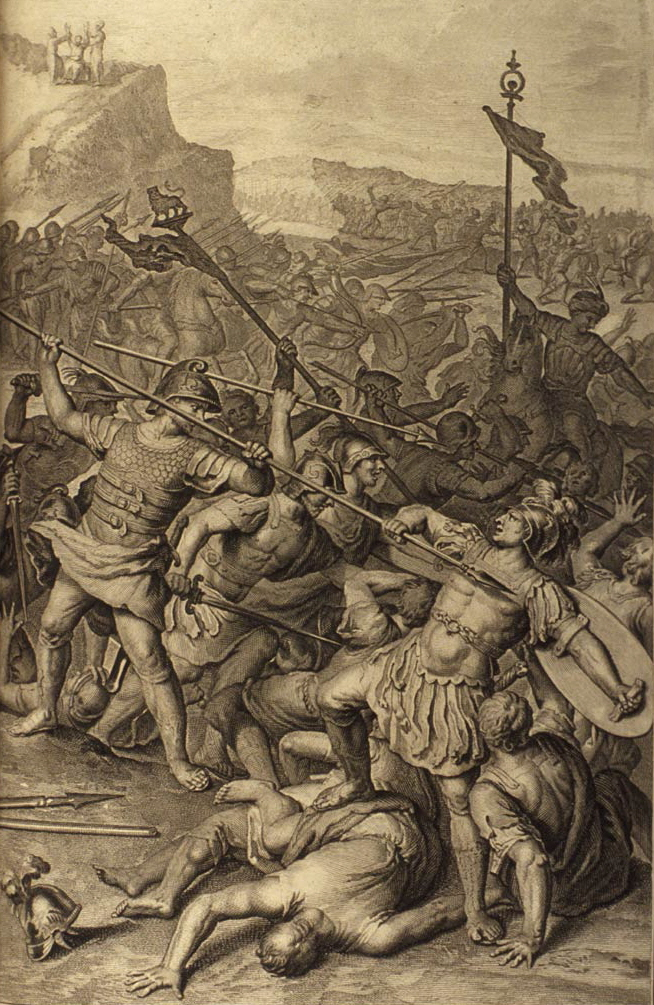
اسرائیل با عمالیق جنگ می‌کند. نقاشی کتاب مقدس، سال ۱۷۲۸ میلادی.

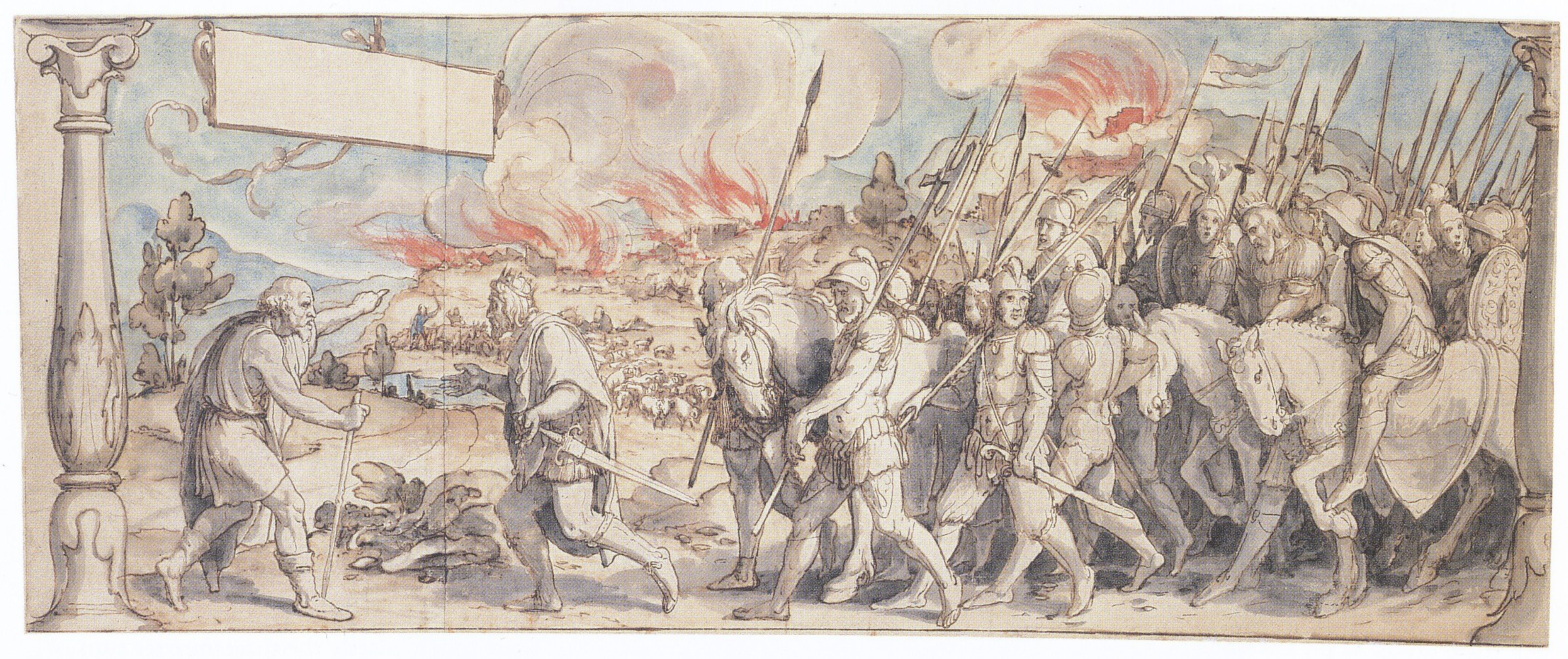
سموئیل نبی طالوت را به دلیل زنده نگهداشتن بعضی عمالیق لعنت می‌کند. نقاشی سال ۱۵۲۰ میلادی توسط هانس هولبین.

## ریشه‌شناسی نام
واژه عمالیق ممکن است به معنی افرادی که در دره زندگی می‌کنند باشد. معانی دیگر برای آن افراد جنگجو، غارنشین و شکارچی نیز ذکر می‌شود. بعضی روحانیون یهودی اعتقاد دارند که عمالیق به معنی کسانی است که خون می‌خورند. در عربی عمالیق معمولاً به عنوان ساکنان اولیه مکه در نظر گرفته می‌شوند که جزو اولین کسانی بودند که ریشه اعراب بودند.

## در کتاب مقدس

### سرزمین عمالیق
در پیدایش ۱۴:۷ سرزمین عمالیق شمال کادش بارنئا در صحرای نگب در قسمت جنوبی کنعان در نظر گرفته می‌شود. در زمانی ممکن است عمالیق تا سرزمین‌های قبیله افرائیم نیز نفوذ کرده بوده باشند. این افراد به صورت عشایری زندگی کرده و شترهای زیادی داشتند.

### درگیری با اسرائیل
در کتاب مقدس عمالیق اولین قومی هستند که بدون دلیل به اسرائیل حمله می‌کنند. از این رو یهوه خدای اسرائیل به قوم عمالیق خشم می‌گیرد و قول می‌دهد که نسل عمالیق را نابود کند. سال بعد هنگامی که اسرائیلیها می‌خواهند وارد ارض مقدس شوند توسط عمالیق شکست می‌خورند. در تمامی دوران پادشاهان و قضات اسرائیل، عمالیق بارها به اسرائیل حمله می‌کنند و نفرت عجیبی از اسرائیل دارند. طبری (ج۱، ص ۴۶۷) قوم جالوت را از عمالقه (عمالیق) دانسته و از جالوت با عنوان پادشاه عمالقه یاد کرده‌است.
در نبرد میان سپاه اسرائیل به رهبری طالوت، نخستین پادشاه اسرائیل، با سپاه عمالیق به رهبری جالوت، جالوت بردست داوود کشته می‌شود.

## ریشه عمالیق
عمالیق معمولاً به عنوان فرزندان عیسو برادر یعقوب در نظر گرفته می‌شوند.
در بین تاریخدانان عرب مانند ابن مسعودی عمالیق به عنوان اولین ساکنان مکه در نظر گرفته می‌شوند. ابن عربشاه معتقد است عمالیق از نسل حام، از فرزندان نوح، بوده‌اند. نخمانیدس تاریخدان یهودی معتقد است عمالیق فرزندان عیسو نبوده‌اند بلکه از نسل فردی به نام عمالیق بودند. ممکن است عمالیق به دو گروه مختلف گفته شده باشد و عمالیق عربی با عمالیق کتاب مقدس متفاوت بوده باشد.
ابن خلدون عمالیق را از عربان پیش از اسلام می‌داند، و توانمندی آنان در ساختن بناها را بیشتر از اعراب مسلمان می‌داند.

## دیدگاه یهودی نسبت به عمالیق
در بین یهودیان عمالیق مهم‌ترین دشمن قوم یهود است. عمالیق در فرهنگ یهودی سمبل نیروی شیطانی است. بسیاری از روحانیون یهودی واژه عمالیق را دربارهٔ کسانی که خدا را رد کردند به کار می‌برند.

### نسل‌کشی عمالیق
یکی از ۶۱۳ میتزوت یهودی نابود کردن عمالیق بر اساس دستور کتاب مقدس است. بر اساس کتاب تثنیه فصل ۲۵ خداوند به قوم اسرائیل دستور می‌دهد که آنچه عمالیق با اسرائیل کردند را به یاد داشته باشند و تمامی عمالیق حتی زنان و کودکان آنان را نابود کنند. بعضی محققان معتقدند دستور در مورد عمالیق قوانین اخلاقی را رد می‌کند زیرا در کتاب مقدس دستور نابودی زنان و کودکان نیز داده شده‌است تا تمامی قوم عمالیق به صورت کلی مجازات شوند. ابن میمون معتقد است که این دستور به معنی آن است که قوم اسرائیل باید از عمالیق بخواهد که قوانین هفت‌گانه نوح را قبول کند و در صورتی که قبول نکردند به صورت کلی نابود شوند.
خداوند خطاب به سموئیل: پس الآن برو و عماليق را شكست داده، جميع مايملك ايشان را بالكل نابود ساز، و بر ايشان شفقت مفرما بلكه مرد و زن و طفل و شير خواره و گاو و گوسفند و شتر و الاغ را بكش.(کتاب مقدس، اول سموئیل، ۱۵، آیهٔ ۳).

### به عنوان ارمنی‌ها
بعضی محققان معتقدند که دلیل بی‌تفاوتی یهودیان در امپراطوری عثمانی به نسل‌کشی ارمنی‌ها این است که قوم ارمنی را به عنوان بازماندگان عمالیق می‌دانند؛ ولیکن دائرةالمعارف یهودی سال ۱۹۰۶ در قسمت عمالیق به ارمنی‌ها اشاره نمی‌کند.
دلیل این امر آن است که در بعضی متون یهودی از قرن دهم میلادی به بعد ارمنی‌ها به عنوان بازماندگان عمالیق ذکر شده‌اند. ممکن است یهودیان بیزانس برای تمایز بین یونانیان و ارمنی‌ها، ارمنی‌ها را عمالیق خطاب کرده باشند. در سال ۱۸۳۹ جوزف ولف تاریخدان یهودی می‌نویسد که با اینکه یهودیان ارمنی‌ها را از نسل عمالیق می‌خوانند، تنها مسیحیانی هستند که به محافظت از یهودیان و مسیحی کردنشان علاقه‌مندند. اندرو مونار مبلغ مسیحی در همان سال می‌نویسد که یهودیان ارمنی‌ها را عمالیق می‌خوانند و معتقدند هامان یک ارمنی بوده‌است و ارمنی‌ها اولین ملتی هستند که به مسیحیت ایمان آوردند. جوزف جودا چرنی جهانگرد یهودی می‌نویسد که یهودیان گرجستان ارمنی‌ها را از نسل عمالیق می‌خواندند. در یک نوشته دیگر یک مسافر یهودی می‌نویسد که در بین ارمنی‌ها برای‌هامان سوگواری می‌شود و برای او شمع روشن می‌شود.

### در جنگ‌های صلیبی
در زمان جنگهای صلیبی پاپ اوربان دوم مسلمانان را عمالیق خواند.

### آلمان نازی به عنوان عمالیق
در بین یهودیان آلمان نازی و شخص آدولف هیتلر بارها عمالیق خوانده شد. ربی یوسف چایم سوننفلد ادعا کرده‌است که او از سال ۱۸۹۰ آلمانیها را از نسل عمالیق می‌خوانده‌است. نخست‌وزیر اسرائیل، اسحاق بن زوی در جواب درخواست آدولف آیشمن برای بخشش، قسمتی از کتاب مقدس که سموئیل به نابودی تمامی عمالیق اشاره می‌کند فرستاد.

### صهیونیستها به عنوان عمالیق
بعضی یهودیان ضدصهیونیست مانند ربی زلمان تیتلبام معتقدند که صهیونیستها از نسل عمالیق هستند و به یهودیان بیشترین ضرر را وارد کرده‌اند. یک ربی دیگر در حزب شاس، شلوم کوهن، صهیونیستهای مذهبی را عمالیق خواند. گروه یهودیان ضد صهیونیست نتوری کارتا نیز صهیونیسم را با عمالیق و نازیسم یکی دانسته‌است. برای یهودیان نتوری کارتا لغت عمالیق دارای جماتریا مشابه سیاست است و از این رو معتقدند یهودیان هیچگاه نباید به سیاست کاری داشته باشند.

### به عنوان ایرانیان
بنیامین نتانیاهو نخست‌وزیر اسرائیل در سخنان خود در سال ۲۰۱۰ میلادی جمهوری اسلامی را عمالیقی جدید خواند. او دربارهٔ خطر حکومت عمالیق در جمهوری اسلامی برای اسرائیل گفت «یک عمالیق جدید در حال شکل‌گیری است».
بسیاری از یهودیان افراطی نیز ایران امروز و متحدانش را عمالیق خوانده‌اند.

### در بین طرفدارانمئیر کاهان
در فلسفه یهودی افراطی مئیرکاهان عمالیق تمامی دشمنان قوم یهود در گذر تاریخ هستند. کاهان معتقد است که به دلیل آنکه خداوند و قوم یهود با یکدیگر مرتبط هستند دشمنان قوم یهود در واقع دشمن خدا هستند.

### در منازعه اسرائیل-فلسطین
در جریان جنگ ۲۰۲۳ اسرائیل و حماس، بنیامین نتانیاهو گفت اسرائیلی‌ها «متعهد به محو کامل این شر از جهانند» و افزود «کتاب مقدس می‌گوید باید به یاد بیاورید عمالیق با شما چه کرده، و ما به یاد می‌آوریم.» , که به کتاب مقدس عبری اشاره داشت. نوآ لنرد از مادر جونز این آیه‌ها را از خشونت آمیزترین آیه‌ها در کتاب مقدس می‌داند که تاریخ طولانی ای از استفاده از آنها توسط راست گرایان تندروی اسرائیل برای توجیه کشتن فلسطینیان وجود دارد. عمالیق «دشمنی بود که خدا به بنی اسرائیلیان باستان دستور داد آنها را نسل‌کشی کنند»، و دانشوران از این لفاظی انتقاد کرده و آنچه این آیه توصیف می‌کند را نمونه ای از «نسل‌کشی به فرمان خدا» توصیف کرده‌اند.